# 진중권
진중권(陳重權, 1963년 4월 27일~)은 대한민국 평론가이다.

## 생애
1963년 대한민국 서울특별시 영등포구 공항동(현 강서구 공항동)에서 감리교 목사인 아버지와 피아노 강사인 어머니 사이에 2녀 2남 중 장남이자 셋째로 태어났다. 누나로는 작곡가 진은숙과 음악평론가 진회숙이 있고, 동생은 컴퓨터 프로그래머 진중걸이다.
1982년 서울대학교 미학과에 입학하여 1986년에 졸업했고 1992년 같은 학교 대학원에서 〈소비에트 연방의 유리 로뜨만의 구조기호론적 미학 연구〉로 미학 석사학위를 받은 후 문화운동 단체 문학예술연구회, 노동자문화예술운동연합에서 활동하였다.
1993년에는 독일로 유학하여 1994년 독일 베를린 자유대학 철학과에서 미학, 해석학, 언어철학을 공부하며 '언어 구조주의 이론'으로 박사과정을 다니다 박사학위를 받지 못했다. 1999년 10월에 귀국했다. 독일 유학 중 일본인 미와 교코(三輪今日子)와 1997년에 혼인하였고 미와 교코와의 사이에서 아들 1명을 두었다.
1998년 4월부터 인물과 사상에 '극우 멘탈리티 연구'를 연재했고 1999년에 홍세화, 김규항, 김정란과 아웃사이더를 함께 만든 후 정치사회비평지 ‘아웃사이더’의 편집위원으로 활동했다.
2005년에는 SBS 라디오 `진중권의 SBS전망대'를 진행했다.
인터넷과 언론에 사회문제나 미학을 주제로 기고했다. 민주노동당에 입당했다가 탈당했으며, 진보신당 창당시 홍보대사로 활동하였으나 2010년 9월 탈당하였다.
2008년 대한민국 미국산 쇠고기 수입 협상 논란에서 이명박 정부를 비판하고 촛불 시위에 참여하였다.
2003년부터 중앙대학교 독어독문학과 겸임교수, 한국예술종합학교 초빙 교수, 카이스트 문화기술대학원 겸직 교수를 역임하였다. 2009년 8월 14일 중앙대학교 독어독문학과 겸임교수 재임용 심사에서 탈락됐다. 2009년 8월 28일 카이스트, 한국예술종합학교, 홍익대학교 강의가 무산됐다.
2012년 2월 20일 동양대학교 교양학부 부교수로 임용되었다. 2013년 정의당에 입당했다. 2019년 조국 법무부 장관 임명에 찬성하는 정의당에 실망감을 표하며 탈당계를 제출했으나 심상정 대표가 설득하여 탈당 의사를 철회했다. 2019년 12월 19일 동양대학교에 사직서를 제출하였다.
동양대학교에서 사직하고 난 이후 문재인 정부와 집권 여당을 비판하는 내용을 페이스북에 올리고 있다. 
2020년 9월에는 서민 단국대 교수 등 현 정권에 비판적인 진보 성향의 지식인들과 함께 ‘한번도 경험해보지 못한 나라’(천년의상상)를 썼다. 이른바 '조국 흑서'라고 불리는 이 책은 '조국 백서'를 가볍게 제치고 3주 연속 교보문고 주간 베스트셀러 종합 1위에 오르고 있다.
한국사회의 민낯을 보여줬을 뿐인 조국 사태를 두고 "이후 공정이 무서졌다"고 말하는 진중권은 국민의힘 대표 경선에 나선 이준석과 견해 차이를 보이며 여성을 향한 적개심을 내포한 2030 성향에 우려와 돈을 추구하는 ‘강남의 욕망’에 동조하는 최근의 사회적 분위기를 걱정하면서 “정치인 이준석이 한국판 트럼피즘을 선보이는 것”이라고 비판했다

## 비평 활동
진중권의 본격 비평 활동은 1997년 여름 시작된다. 당시 《인간의 길》의 저자 이인화가 편집위원으로 있었던 문예지 《상상》에 서양미술에 나타난 악마주의에 관한 글을 청탁받은 진중권은 이 청탁이 광신도를 비판하는 글로 생각했지만, 실제 책에서는 박정희를 찬양하는 글 사이에 진중권의 글이 포함되자 진중권은 반론을 요청했지만 이인화에게 거절된 대신 《문학동네》에 반론을 기고했으나 이마저도 조선일보 비판 부분은 삭제된 채 출판되었다. 이후 진중권은 조선일보를 중심으로 한 보수주의 지식인을 향해 활발히 전개한 비평 활동의 첫째 결과인 《네 무덤에 침을 뱉으마》(1998)에서 진중권은 논객인 조갑제, 이인화를 '극우'로 단정하고 신랄하게 공격하였다. 조선일보 등 보수 성향 언론과 박정희, 전두환을 비판했다.
2001년 여성 언론 월장이 대학 내 예비역에 의거한 군사 문화에 대해 문제 제기하면서 예비군을 대학의 적으로 규정하는 표현으로 논란이 되자 반발한 예비역들이 군복무의 신성성을 주장하면서 치열한 논쟁이 전개되다가 급기야 안티월장사이트가 개설되며 감정싸움으로 변했다. 진중권은 이 논란에 가세해 군대 집단 문화와 비양심 폭력을 비판하면서 똥개훈련, 수평폭력 등으로 대한민국 군을 비판하였다.
대한민국의 군사 문화, 획일주의 문화와 황우석 사태, 디워 논란, 미국산 쇠고기 협상 논란 등의 대한민국 사회현상을 비판했다.
2008년 3월, 문화체육관광부 전 장관 유인촌을 “양촌리 김회장 댁 둘째 아들”이라면서 비판하였다. 2008년 총선을 앞두고 민주노동당에서 분당한 진보신당원이자 홍보대사로서 활동하면서 진보신당의 대중적 인지도를 넓히고자 다양한 글을 기재하였고 2008년 여름 시작된 촛불 집회에서 진보신당이 인터넷 미디어 방송인 '칼라TV'를 개국하면서 촛불 집회 중계 리포터 중 한 명으로서 활동하며 경찰의 무력진압을 비판했다. 인터뷰 도중 담배를 피운 것을 두고 네티즌들이 담배송을 만들어 풍자했다.
2008년 6월 단박인터뷰에 나와 촛불 시위에 동참해 비평했다.
진중권은 진보신당 인터넷 게시판에 변희재를 '듣보잡'이며 매체를 창간해다 망하기를 반복하고 행정부와 연결고리를 추적해 보아야 한다고 비방하는 글을 올렸다가 기소되었다. 2010년 2월 5일 법원은 진중권에게 변희재를 대상으로 한 허위 유포와 모욕한 행위로 벌금 300만 원을 선고했다. 2012년 1월 26일 변희재는 진중권을 대상으로 하여 허위를 유포한 행위(모욕한 행위 배제)를 원인으로 하여 5천만 원 상당 민사소송을 제기했다.
2007년 8월 9일 MBC <100분토론>이 ‘디 워, 과연 한국 영화의 희망인가’라는 주제로 방송했을 때 청년필름 대표 김조광수, 스포츠조선 기자 김천홍, 평론가 하재근과 패널로서 출연하였다. 진중권은 디 워의 작품성을 놓고 '기본 플롯과 스토리에 문제가 많고 코드인 애국주의-시장주의-CG-인생극장만 있지 영화를 향한 철학이나 내용은 없었다', '황우석 사태를 떠올리게 한다. 그에 대해 말하는 것은 모험이다', '비평할 가치가 없는 영화인데 댓글 때문에 꼭지가 돈다, 엉망진창이다, 개판이다'라며 비판하였다.. 그러나 진중권의 비판을 수용하지 못한 디 워의 팬들은 2007년 8월 10일 진중권의 블로그에 집단으로 접속하여 마비시켰고 8월 12일에는 진중권이 겸임교수로서 근무하던 중앙대학교 해당 홈페이지까지 마비시키고 비판하는 글을 올렸다.
인터넷 실명제를 비판했던 진중권은 100분 토론에서 인터넷 실명제를 찬성하는 한나라당 소속 국회의원 주성영과 언쟁하였다.
2009년 진중권은 “노 전 대통령은 많은 이들에게 희망이었고 거의 종교적 열정에 가까울 정도로 그를 신봉하는 사람들도 있었다”며 “어리석을 정도로 무구했던 그 순수한 신뢰를 이렇게 어처구니없이 배신해도 되는 것인지 안타깝다”라고 비판했다. 그러나 노무현 전 대통령이 투신 자살로 서거하자 "노무현 정부 시절에는 그에게 비판적이었지만 그분은 내가 봤던 정치인들 중에서는 가장 인간적으로 매력적인 분, 참으려고 하는데 눈물이 흐른다'라고 노무현에게 애도 메시지를 남겼다.
2011년 임재범이 공연에서 독일 나치군 제복을 입고 나치식 경례를 한 것이 논란이 되자 진중권은 트위터에 몰취향이라며 임재범의 무대 의상을 비난했다. 김형석이 임재범을 옹호하자 진중권은 "다음에는 욱일승천기에 황군 복장으로 해달라고 하세요"라고 반박하며 설전을 벌였다.

## 논란

### 호남 비하 발언
진중권은 진보누리 게시판에서 인터넷 논객으로 활동하던 시절 2002년 대선 이후 호남 지역이 노무현 당선자에게 90%가 넘는 몰표를 준 것에 대해, "전라인민공화국' 행태라고 비판하였다.

### 자살세 발언
2004년 대우건설 전 사장 남상국이 전 대통령 고 노무현의 형 노건평에게 뇌물을 주었다는 혐의가 있었고 며칠 후 남상국이 투신 자살하였다. 또한, 현대아산 회장 정몽헌, 전 부산시장 안상영, 전남지사 박태영의 자살이 잇따르자, 진중권은 2004년 서프라이즈와 한 인터뷰에서 "자살할 짓 앞으로 하지 않으면 되는 거예요. 그걸 민주열사인 양 정권의 책임인 양 얘기를 하는데 그건 말도 안 되고, 앞으로 ‘자살세’를 걷었으면 좋겠어요. 왜냐하면, 시체 치우는 것 짜증나잖아요.”라고 조롱했다. 또, 자살한 대우건설 사장을 지낸 남상국을 두고서도 “그렇게 명예를 중시하는 넘이 비리나 저지르고 자빠졌습니까?…검찰에서 더 캐물으면 자살하겠다고 ‘협박’하는 넘들이 있다고 합니다…. 검찰에서는 청산가리를 준비해놓고 원하는 넘은 얼마든지 셀프 서비스하라고 하세요….”라고 비판했다. 하지만 노무현 전 대통령의 자살을 두고서는 국민 대부분의 감정에 영합하여 공감하는 태도를 보였다. 진보신당 사이트 게시판을 이용하는 사람이 반성을 요구하는 글을 올리자, 진중권은 게시판에 '변명의 여지가 없지요.'라는 제목으로'그 분들의 죽음을 부당한 정치적 탄압의 결과인 양 묘사하는 한나라당과 보수언론의 태도가 역겨워서 독설을 퍼붓다 넘어서는 안 될 선을 넘었던 것 같다'며 '아프게 반성한다'라는 글을 올렸다.

### 모욕죄 벌금
2009년 6월에서 8월 사이에 문화평론가 변희재를 '듣보잡'이라고 비방하는 글 14개를 다음(www.daum.net)에 게시했다가 모욕죄로 기소되어 벌금 300만 원을 선고받고 상고심 도중에 위헌법률심판제청 신청했으나 기각되었다. "모욕죄 규정이 너무 포괄적이어서 헌법에 위반된다."라며 헌법 소원을 냈으나 2012헌바37에서 헌법의 근본 목적에 맞는다고 결정한 헌법재판소는 결정문에서 "대법원은 '모욕'이란 사실을 적시하지 않고 단순히 사람의 사회적 평가를 저하시킬 만한 추상적 판단이나 경멸적 감정을 표현하는 것이라고 판시함으로써 그 문언적 의미를 기초로 한 객관적 해석 기준을 마련하고 있어 법 집행기관이 모욕죄 조항을 자의적으로 해석할 염려가 없다. 어떤 행위가 법적인 구성요건을 충족시키는가 하는 것에 관해 구체적인 사건에 있어서 의문이 있을 수 있다는 것은 형법 규범의 일반성과 추상성에 비춰볼 때 불가피한 것이므로, 그러한 사정만으로 명확성 원칙에 위배된다고 할 수 없다."라고 설명했다.

### 표절 논란
변희재 측은 진중권의 석사논문에 대해 표절 의혹을 제기했다. 진중권이 1992년 서울대학교 미학대학원에 석사학위 자격으로 제출한 논문 '유리 로뜨만의 구조기호론적 미학연구'가 유리 로뜨만(Yuri Lotman)이 쓴 책, ‘예술 텍스트의 구조(Структура художественного текста)’를 편역한 결과물이라는 것이다. 변희재 측은 진중권의 석사논문은 형식적으로도 리뷰논문이기에 연구논문이어야할 학위논문의 표준적인 요건에도 맞지 않고 이는 표절과 별개로 학위박탈감이라는 주장을 했다. 종합편성채널인 채널A는 ‘박종진의 쾌도난마’ 프로그램을 통해 변희재와 진중권 사이의 논문 표절 공방을 다뤘다. 진중권은 변희재 측의 논문 표절 주장은 허위이며 이에 1억 민사소송을 할 것이라고 밝혔다. 하지만 진중권은 변희재 측에 공개적으로 소송 의사를 밝힌지 1년이 지나도록 소송절차를 진행하지 않았다.

### 장경욱 교수 모욕 등
장경욱 동양대학교 교수는 "작년 11월17일부터 금년 2월17일까지 3개월에 걸쳐 자신의 SNS 및 유튜브 방송에서 저를 표창장 사건의 '허위폭로자'로 명명하면서 잘못된 추정에 기초한 허위 내용으로 저의 명예를 훼손했다"고 주장하면서 "'또 사기를 쳤다', '거짓말을 했다', '재임용에 탈락할까 봐 총장을 몰아내려고 했다', '그럴 시간 있으면 논문이나 쓰라' 등 사실과도 안 맞는 모욕적 언사를 서슴지 않았다"며 명예훼손죄, 모욕죄, 정보통신망이용촉진 및 보호등에 관한 법률 위반(명예훼손) 혐의로 서울서부지방검찰청에 형사 고소했다.

## 학력
- 양정고등학교 졸업
- 서울대학교 미학 학사
- 서울대학교 대학원 미학과 석사과정 졸업, 미학석사 (학위논문명: 유리 로뜨만의 구조기호론적 미학연구)
- 베를린자유대학 대학원 철학과 박사과정 중퇴[31]

## 경력
- 2000년: 정치사회비평지 《아웃사이더》 편집위원
- 2003~2009년: 중앙대학교 문과대학 독어독문학과 겸임교수
- 한국예술종합학교 초빙교수
- 2007년 9월~2009년 8월: 카이스트 문화기술대학원 겸직 교수
- 2012~2019년: 동양대학교 교양학부 교수
- 2013년 12월~2020년 1월: 정의당 당원
- 2022년 9월~: 광운대학교 정보과학교육원 특임교수

## 저서

### 미학 관련 저서
- 《미학 오디세이》 1~3 (새길, 1994, 휴머니스트, 2003년 재간)
- 《춤추는 죽음 1, 2》(세종서적, 1997년, 2005년 재간)
- 《시칠리아의 암소》(다우출판사, 2000년)
- 《폭력과 상스러움》(푸른숲, 2002년)
- 《진중권의 현대미학강의》(아트북스, 2003년)
- 《레퀴엠: 죽은 자를 위한 미사》(휴머니스트, 2003년)
- 《놀이와 예술 그리고 상상력》(휴머니스트, 2005년)
- 《호모 코레아니쿠스》(웅진출판, 2007년)
- 《서양미술사 1권 고전예술편》(휴머니스트, 2008년)
- 《진중권의 이매진》(씨네21, 2009년)
- 《교수대위의 까치》(휴머니스트, 2009년)
- 《서양미술사 2권 모더니즘편》(휴머니스트, 2011년)
- 《아이콘》(씨네21, 2011년)
- 《생각의 지도》(천년의 상상, 2012년)
- 《서양미술사 3권 후기 모더니즘과 포스트모더니즘편》(휴머니스트, 2013년)
- 《앙겔루스 노부스》(아트북스, 2013년)
- 《진중권의 현대미학강의 개정판》(아트북스, 2013년)
- 《미학에세이》(씨네21, 2013년)
- 《진중권이 만난 예술가의 비밀》. 창비. 2015년. ISBN 9788936472610
- 《진중권의 생각의 지도》. 천년의상상. 2015년. ISBN 9791185811109

### 정치 비평 저서
- 《네 무덤에 침을 뱉으마 개정판》(개마고원, 2013년)
- 《첩첩상식》(새움, 2006년)
- 《네 무덤에 침을 뱉으마》1~2 (개마고원, 2000년)
- 《진보는 어떻게 몰락하는가
- 《저들은 대체 왜 저러는가?》

### 공저
- 《페니스 파시즘》(개마고원, 2001년)
- 《주례사 비평을 넘어서》(한국출판마케팅연구소, 2002년)
- 《세상 좀 알고 삽시다》(하이비전, 2003년)
- 《천천히 그림읽기》(웅진지식하우스, 2003년)
- 《젊은 그대 잠 깨어 오라》(숨비소리, 2006년)
- 《(21세기에는 지켜야 할) 자존심》(한겨레출판, 2007년)
- 《배신》(한겨레출판, 2008년)
- 《이런 바보 또 없습니다 아 노무현》(책보세, 2009년)
- 《화》(한겨레출판, 2009년)
- 《크로스》(웅진지식하우스, 2009년)
- 《쉘 위 토크》(시대의 창, 2010년)
- 《청년들 지성에게 길을 묻다》(전망, 2010년)
- 《다시, 민주주의를 말한다》(휴머니스트, 2010년)
- 《대학생이 된 당신을 위하여》(학이시습, 2010년)
- 《인문학의 싹》(인물과 사상, 2011년)
- 《크로스2》(웅진지식하우스, 2012년)
- 노회찬·유시민·진중권. 《생각해봤어?》.웅진지식하우스. 2015년. ISBN 9788901203294
- 박웅현·진중권·고미숙·장대익·장하성. 《생각 수업》. 알키. 2015년. ISBN 9788952777775

### 역서
- 《미학강의 1, 2 (Vorlesungen zur marxistisch leninistischen Asthetik)》(M.S. 까간, 새길, 1998년)
- 《예술 기호 정보》(가와노 히로시, 새길, 1999년)
- 《심장은 왼쪽에서 뛴다》(오스카 라퐁텐, 중앙M&B, 2000년)
- 《성의 미학》(세종서적 2005년)
- 《청갈색책》(루트비히 비트겐슈타인, 그린비, 2006년)
- 《컴퓨터 예술의 탄생》(가와노 히로시, 휴머니스트, 2008년)
- 《미디어아트-예술의 최전선》(휴머니스트, 2009년)

## 방송
- 2018년 OtvN 《어쩌다 어른》 143회 7월 11일
- 2017년 JTBC 《잡스》
- 2025년 TV조선 《TV조선 강적들》

## 같이 보기
| - 모욕죄 - 평론 - 표현의 자유 - 사상의 자유 - 진보신당 연대회의 - 인물과 사상 - 노회찬 - 심상정 - 김규항 - 마광수 - 전원책 - 목수정 - 박노자 - 장정일 - 정재승 - 김부선 - 김완섭 - 포스트 모더니즘 - 초현실주의 | - 창작과 비평 - 민중 민주 - 민주노동당 - 사회당 - 강준만 - 강만길 - 강정구 - 김민석 - 노무현 - 리영희 - 유시민 - 이명박 - 홍세화 - 한홍구 - 위르겐 하버마스 - 브루스 커밍스 | - 디 워 - 다함께 - 변희재 - 조갑제 - 심형래 - 박정희 - 이인화 - 이덕일 - 전두환 - 주성영 - 지만원 - 한승조 - 황우석 - 노암 촘스키 |

### 칼럼
- 《한겨레21》에 1999년 1월부터 8월까지 연재된 진중권의 ex libris 칼럼을 모아 놓은 개인 웹사이트
- 《씨네21》칼럼, 진중권의 이매진
- 《시사IN》칼럼, 진중권의 까칠거칠
- 《한겨레21》칼럼, 진중권과 정재승의 크로스 보관됨 2013-08-07 - 웨이백 머신
- 《한겨레21》칼럼, 진중권과 정재승의 크로스 2 보관됨 2011-11-13 - 웨이백 머신

### 토론
- 100분 토론 "디워" 출연분 (요약)
- 2007년 8월 20일 백분 토론 디워 논쟁 출연분 (전체)
- CBS 지만원과의 논쟁
- CBS 특집 토론 "한국기독교, 세상과 어떻게 대화 할 것인가?" 출연분
- 백분 토론 출연분 - 2007년 6월 7일 시청앞 광장 공개 방송